# Skupina českých a slovenských surrealistů

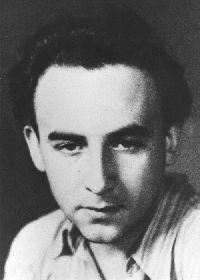
Zbyněk Havlíček.

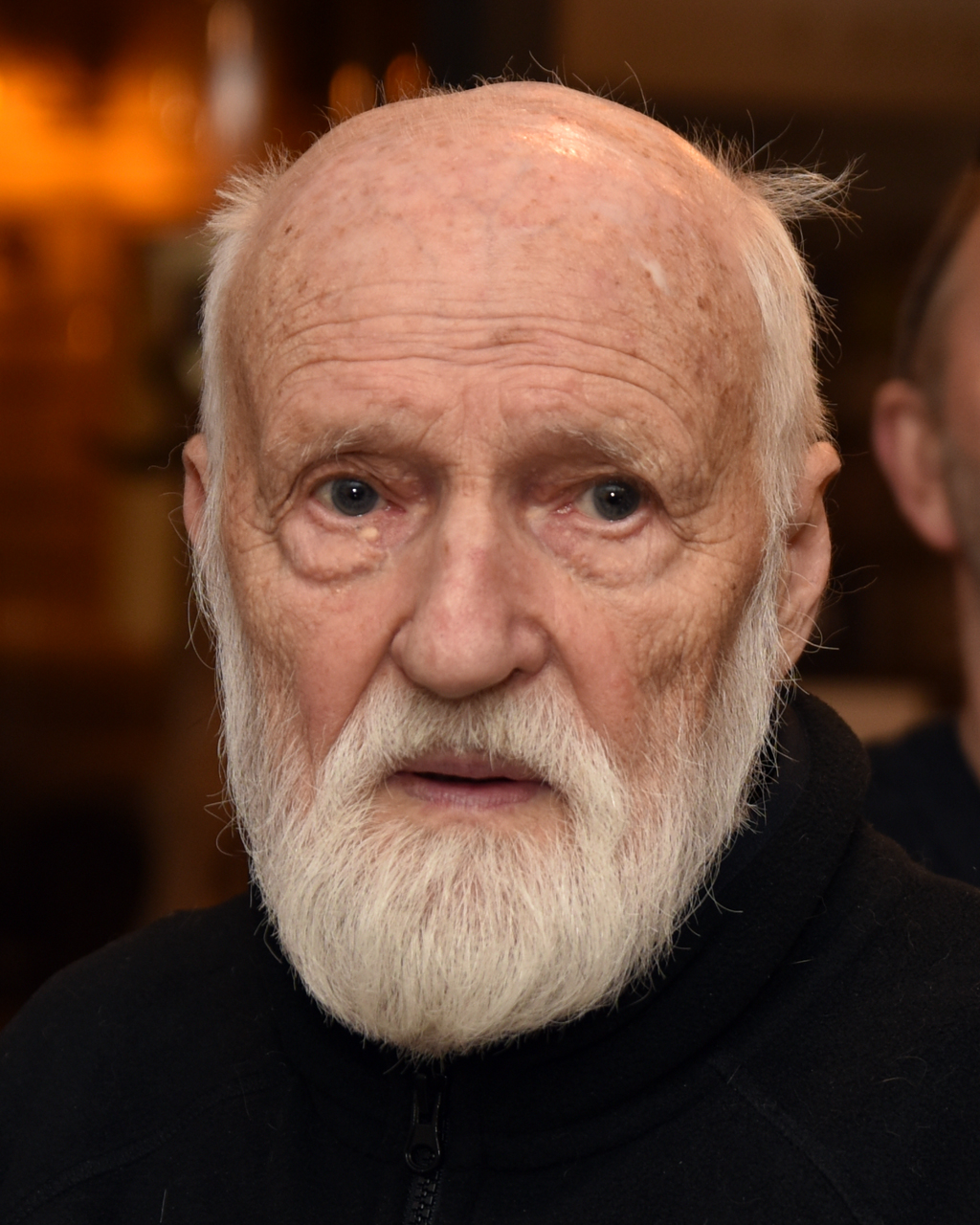
Jan Švankmajer.

Skupina českých a slovenských surrealistů (asi 1993 – dodnes) je jen jedním z časových názvů surrealistického kolektivu, který v Československu působil již od roku 1934. Toho roku byla založena Skupina surrealistů v ČSR, která existovala do roku 1938.

## 40. a 50. léta
Ve válečném a těsně poválečném období existovalo několik seskupení (skupina Spořilovských surrealistů, Skupina 42, Skupina RA), která se více či méně snažila navázat na předválečné surrealistické hnutí. Začátkem 50. let se kolem Karla Teigeho seskupilo několik mladých básníků a malířů (Vratislav Effenberger, Karel Hynek, Zbyněk Havlíček, Mikuláš Medek, Emila Medková, Josef Istler, Václav Tikal, Ludvík Šváb, Libor Fára a další). Toto sdružení později získalo název Okruh pěti Objektů podle sborníků, jež vydávalo (asi 1951–1962).

## 60. léta
K nim se postupně v 60. letech připojovali další mladí (Milan Nápravník, Věra Linhartová, Petr Král, Stanislav Dvorský, Prokop Voskovec, Ivana Spanlangová, Jaroslav Hrstka, Karel Šebek, Roman Erben, Ivo Medek, Martin Stejskal). Toto seskupení přijalo název Okruh UDS (asi 1962–1969). K nejvýznačnějším vystoupením tohoto okruhu byly za tu dobu přednášky o surrealismu v roce 1963 v budově Mánesa, výstava Symboly obludností v Galerii D. na Smíchově a zejména přednáškový cyklus o surrealismu v roce 1968 v Městské knihovně v Praze v rámci uspořádání výstavy francouzských surrealistů Princip slasti. Vyústěním skupinové činnosti byl sborník Surrealistické východisko, který vyšel v roce 1969 v nakladatelství Československý spisovatel, a prvé číslo revue Analogon.

## 70. a 80. léta
Po sovětské okupaci se kolem Vratislava Effenbergera utvořil pracovní okruh z bývalých i nových surrealistů (Ludvík Šváb, Albert Marenčin, Jan Švankmajer, Eva Švankmajerová, Martin Stejskal, Karol Baron, Alena Nádvorníková, Andrew Lass, Juraj Mojžíš, později Emila Medková), který přijal název Surrealistická skupina v Československu (asi 1971–1992). V 80. letech se k tomuto okruhu připojili další mladí básníci (František Dryje, Jiří Koubek, Josef Janda, Ivo Purš). V těchto letech skupina připravovala ineditní sborníky na základě kolektivních her (Interpretace jako tvůrčí činnost, Erotismus, Analogie, Strach a jiné), vznikly samizdatové ediční řady Le La a Studijní materiály a dokumentace. V 80. letech vznikly a byly samizdatově vydány sborníky Otevřená hra, Opak zrcadla a katalogy neuskutečněných výstav Sféra snu a Proměny humoru. Koncem 80. let vyšlo i prvé číslo samizdatové revue Gambra.

## 90. léta a současnost
Po revoluci a zvláště během peripetií při dělení Československa zdejší surrealisté používali časové označení Skupina česko-slovenských surrealistů. V té době se k hnutí připojili další tvůrci, například Jan Gabriel, Přemysl Martinec, Roman Telerovský, Jan Daňhel (*23. 1. 1971), Kateřina Piňosová (*30. 11. 1973) a jiní. V té době došlo rovněž k fúzi s moravskými surrealistickým okruhem AIV (Bruno Solařík, David Jařab, Blažej Ingr) a Šternberským okruhem (Roman Kubík, Leonidas Kryvošej a další). Bylo obnoveno vydávání revue Analogon a jeho knižní řady. Vedle mnoha katalogů a teoretických prací byl vydán i skupinový sborník Princip imaginace a uskutečněno mnoho skupinových a mezinárodních výstav (Třetí archa, Z jednoho těsta, Svatokrádež, Černá a bílá jezera, Svět je strašlivý přírodopis, retrospektivní Jiný vzduch a jiné).
Dosud tento okruh pracuje pod označením Skupina českých a slovenských surrealistů, jakkoliv již v něm dnes není nikdo ze slovenských členů.

## Výše neuvedení členové
- Jan Kohout (* 5. 7. 1960)
- Juraj Mojžiš (* 10. 4. 1938)
- Jan Richter (* 20. 5. 1978)
- Pavel Surma (* 1. 3. 1964)